# La Viña (Málaga)
La Viña es un barrio perteneciente al distrito Este de la ciudad andaluza de Málaga, España. Según la delimitación oficial del ayuntamiento, limita al norte con el barrio de Cerrado de Calderón; al este y al sur, con el barrio de Torre de San Telmo; y al oeste, con el barrio de El Morlaco y el Parque de El Morlaco.

## Transporte
En autobús está conectado al resto de la ciudad mediante las siguientes líneas de la EMT: 
| Línea | Trayecto                                | Recorrido | Frecuencia    |
| ----- | --------------------------------------- | --------- | ------------- |
| 33    | Alameda Principal - Cerrado de Calderón | Recorrido | 25-35 minutos |